# 萩尾みどり
萩尾 みどり（はぎお みどり、1954年〈昭和29年〉1月14日 - ）は、日本の女優、声優、タレント。所属事務所はオフィスPSC。
福岡県八幡市（現・北九州市八幡西区）生まれ、新潟県直江津市（現・上越市）育ち。新潟県立高田高等学校卒業、千葉大学理学部生物学科中退。

## 来歴・人物
福岡県生まれだが、1964年に新潟県へ転居。
1974年頃の千葉大学理学部・生物学科在学中にデビューし、女子大生美人コンテストで準優勝する。
1976年には『クイズダービー』で、初代4枠レギュラー解答者（女子大生枠）として出演するが、3か月（1976年1月～同年4月）ほどで降板。レギュラー時代の通算成績は45勝62敗、正答率は4割2分だった。
薄幸な日本美人からアクティブなビジネスウーマンまでこなすほか、講演活動なども積極的に行っている。
元夫は俳優の深水三章。

## 出演

### 映画
- 北村透谷・わが冬の歌（ATG 1977年）
- 女王蜂（1978年） - 大道寺琴絵
- 病院坂の首縊りの家（1979年） - 山内冬子
- 真田幸村の謀略（1979年） ‐ 真田綾
- 高原に列車が走った（1984年） - 杉村始
- 愛・旅立ち（1985年） - 柏木悠子
- 絶唱母を呼ぶ歌 鳥よ翼をかして（1985年）
- 君は裸足の神を見たか（1986年） ‐ 郷村奈美子
- 子象物語 地上に降りた天使（1986年） - 田辺節子
- 源氏物語（1987年） - 夕顔（声の出演）
- エバラ家の人々（1991年）
- プロゴルファー織部金次郎（1994年） - 勝又花枝
- 絆 -きずな-（1998年） - 芳賀文江
- ゴジラ×メカゴジラ（2002年） - 山田薫[2]
- さくら、さくら 〜サムライ化学者・高峰譲吉の生涯〜（2011年） - 高峰ゆき
- 追憶（2017年） ‐ 田所真理の母
- ウスケボーイズ（2018年）

### テレビドラマ

#### NHK
- 春の橋（1976年）- 和歌子
- 花くれない（1976年）- 志満光子
- 銀河テレビ小説
  - 「オリンポスの果実」（1977年）- 市川秋子
  - 「友情」（1977年）
  - 「太郎の卒業」（1981年）- 小村紀子
  - 「冬の稲妻」（1982年）- 菊地朋子
  - 「がんばったンねん」（1983年）- 染千代
- 終りなき負債（1977年）- 鏑木リエ
- おていちゃん（1978年） - 大沢千代
- 阿修羅のごとく（パート2）（1980年） - 赤木啓子
- ドラマ人間模様
  - 「詐欺師」（1980年） - 井関小夜子
  - 「海辺のマリア」（1981年）- ケイ子
- 御宿かわせみ「桐の花散る」（1980年）
- 立花登 青春手控え（1982年）- すみ
- 「追跡 -妻たちの反乱-」（1983年）- 白浜京子
- 「谷崎・その愛，我という人の心は」（1985年11月16日）- 千代
- 「少年 -ポケットに残された幸福へのメッセージ-」（1986年10月25日）-  宮島妙子
- イキのいい奴（1987年）
- ゼロの焦点（1994年） - 室田佐知子
- 人生はフルコース（2006年） - 春日小百合
- 隠密八百八町（2011年） - 寧子
- PTAグランパ!（2017年） - 秋山明恵
- ミストレス〜女たちの秘密（2019年4月19日 - 6月21日、NHK総合） - 柴崎洋子
- 歪んだ波紋（2019年） - 安藤民子 役
- しずかちゃんとパパ（2022年） - 鹿島梅子 役

#### TBS
- ポーラテレビ小説・わたしは燁（1974年）
- 寿の日（1975年） - 吉木方子 役
- パパは独身（1976年）
- とべない鳩のように（1977年）
- 東芝日曜劇場
  - 妻と娘の日記（1977年、RKB制作）
  - 帰郷（1977年、HBC制作）
  - 湯けむり男地獄（1977年、RKB制作）
- 木曜座
  - 華やかな孤独（1978年）
  - たとえば、愛（1979年） - 工藤章子 役
- 青が散る（1983年） - 恭子 役
- ナースステーション（1991年） - 篠崎美弥子 役
- ドラマ30
  - 命の旅路（1992年、MBS制作）
- 揺れる想い（1995年） - 広岡弓子 役
- 女子刑務所東三号棟（2001年）
- かまいたちの夜（2002年） - 山本夏子 役
- 3年B組金八先生 第7シリーズ（2004 - 2005年） - 丸山光代 役
- 夫婦道（2007年） - 山下博子 役
- 月曜ドラマスペシャル
  - 松本清張特別企画・夜光の階段（1995年）
  - 検視官江夏冬子（1997年） - 杉尾志保 役
- 月曜ミステリー劇場
  - 弁護士高見沢響子（2002年） - 森村真澄 役
- 月曜ゴールデン
  - 弁護士高見沢響子（2014年） - 山岡久子 役
  - ヤメ刑探偵 加賀美塔子（2015年） - 望月和恵 役

#### 日本テレビ
- 姿三四郎（1978年 - 1979年） - 椿早苗 役
- 陽あたり良好!（1982年）
- 長七郎江戸日記（1984年） ‐ お志津 役
- 女検事・霞夕子（2007年） - 荻塚孝子 役
- 火曜サスペンス劇場
  - 弁護士・高林鮎子6・船岡発普通列車無縁坂の女（1989年7月18日放送、東映） - 村松真理 役
  - 絵を買う女（1989年8月、彩の会）
  - 悪夢の五日間（1990年8月14日放送、トムソーヤ企画）
  - 女検事・霞夕子（1994年）
  - 「取調室」（1995年） - 香山弓江 役
  - 「盲人探偵・松永礼太郎」6『狙撃』（1996年） - 矢部芳子 役
  - 「当番弁護士」（1997年） - 多島杏子 役
  - 「地方記者・立花陽介」（2003年） - 宍倉美恵子 役

#### フジテレビ
- 午後の恋人（1979年、THK制作） - 朝倉小百合
- 同心暁蘭之介（1981年）第2話「明日なき逃亡」
- 三姉妹探偵団（1986年）
- 花王名人劇場
  - 裸の大将放浪記（1986年、KTV制作）
- 熱っぽいの!（1988年）
- 再婚します。（1988年）
- ひとつ屋根の下（1993年） - 大橋里枝子
- 花の咲く家（1993年、THK制作）
- 金曜エンタテイメント 「おばさんデカ 桜乙女の事件帖9」（2000年） ‐ 橘真理子
- 離婚弁護士（2005年） - 狭山京子
- 花衣夢衣（2008年、THK制作） - 沢木和美
- 松本清張没後20年特別企画・危険な斜面（2012年） - 野関せつ

#### テレビ朝日
- ポーラ名作劇場 「緑の夢を見ませんか?」（1978年） - 渋沢妙子 役
- チェックメイト78（1978年、ABC制作） - 宮城刑事 役
- 鬼平犯科帳 第２シリーズ 第3話「二つの顔」（1981年、テレビ朝日 / 東宝） - おたか
- 吉宗評判記 暴れん坊将軍 第191話「吉原、木枯し女の涙」（1981年） - りつ
- 特捜最前線 第242話「張込み・鍵穴の向うの女!」（1982年） - 香坂由紀子
- 天璋院篤姫（1985年） - 重野
- 特命刑事ザ・コップ（1985年、ABC制作） - 風間支部長
- はぐれ刑事純情派（1988年） ‐ 木崎礼子
- 東京大学物語（1994年） - 村上幸枝
- ふたり（1997年） - 長谷部聡子
- 土曜ワイド劇場
  - 江戸川乱歩の美女シリーズ 第18作「化粧台の美女・江戸川乱歩の蜘蛛男」（1982年） - 一色令子 / 庄司真由美
  - 松本清張の葦の浮船（1984年） - 折戸睦子
  - 瀬戸内海婚約旅行殺人事件（1986年）
  - 混浴露天風呂連続殺人（1986年、ABC制作） - 五十嵐陽子 役
  - 「同居人カップルの殺人推理旅行」（1996年） - 野村有香
  - 「おばはん刑事!流石姫子」（1998年） - 倉田沙也子
  - 「京都殺人案内23」（2000年、ABC制作） - 真山芳枝
  - 「美人三姉妹の推理旅行1」（2004年） ‐ マリー・オブライアン
  - 「事件シリーズ11」（2004年） - 須永弥生
  - 「西村京太郎トラベルミステリー」（2005年） - 坂口美代
  - 「温泉若おかみの殺人推理」（2007年） - 松村園子
  - 「警視庁女性捜査班」（2007年） - 永井美紗恵
  - 「再捜査刑事・片岡悠介」（2011年） - 沼田真由美
  - 「温泉 (秘) 大作戦16」（2015年、ABC制作） - 田村瑞穂
  - 「臨場する女 捜査検事 雨音香」（2016年、ABC制作） - 飯田春子
  - 「監察官・羽生宗一5」（2017年） ‐ 磯野冬美
- 相棒
  - （2013年） - 竹沢美枝 役
- 科捜研の女
  - （2013年） - 飯村房子 役
  - （2019年） ‐ 久住花枝 役
- 警視庁捜査一課9係（2015年） - 吉川雅美 役
- グ・ラ・メ! -大宰相の料理人-（2016年） - 竹山すみれ 役

#### テレビ東京
- 愛のドラマシリーズ
  - 蕁麻の家（1977年）
  - 海のオルゴール（1977年）
- 新・木枯し紋次郎（1977年） - お七
- 徳川風雲録 御三家の野望（1986年） - 月光院
- ドラマ女の手記「女探偵の浮気報告」（1986年）
- それぞれの断崖（2000年）
- 駐在刑事（2018年） ‐ 根本かおる
- 警視庁強行犯係・樋口顕4（2018年）‐ 佐久間理恵
- この女に賭けろ（2019年） ‐ 神谷尚江
- ソロ活女子のススメ4 第11話（2024年） - 女性客[3]
- 女と愛とミステリー
  - 「保険調査員・蒲田吟子2」（2001年） - 豊原晴美
  - 「不倫調査員・片山由美6」（2004年） - 矢野麻子
- 水曜ミステリー9
  - 「みちのく麺食い記者 宮沢賢一郎1」（2012年） - 河本涼香
  - 「介護ヘルパー紫雨子の事件簿1」（2012年） - 米田理恵子
  - 「ドクターハート 薮田公介の事件カルテ2」（2016年） - 服部和代

#### WOWOW
- レディ・ジョーカー（2013年） - 城山怜子

### ラジオ
- 愛の街から（1977年 - 1980年、TOKYO-FM）

### その他のテレビ番組
- 高等学校の時間 高校生の科学「生物」（1975年 - 1978年、NHK教育）
- クイズダービー（1976年、TBS）
- カッ飛び!花マル塾（テレビ朝日）（レギュラー）
- パソコンサンデー  司会（テレビ東京：制作 テレビ大阪）
- 志村けんのだいじょうぶだぁ（1987 - 1993年、フジテレビ）（不定期）・・・ナリキンZを薬局で購入する母親役
- お昼のマイテレビ（1989 - 1990年、テレビ朝日） - 司会
- おしゃれ工房（NHK教育） - 司会
- とくダネ!（2004 - 2005年、フジテレビ） - コメンテーター
- 衛星映画劇場（2009年4月 - 、NHK衛星第2テレビジョン） - 「シネマ・プレビュー」案内役

### 吹き替え
- スーザン・サランドン
  - 魔法にかけられて - ナリッサ女王 役
  - 地上より何処かで - アデル 役
  - クレイドル・ウィル・ロック - マルゲリータ・サルファッティ 役
- アルマゲドン2008 - マーシー 役
- ER XV 緊急救命室（2010年、NHK衛星第2テレビジョン） - キャサリン・バンフィールド 役（アンジェラ・バセット）
- エバーラスティング 時をさまようタック
- 七つのダイヤル（1982年、NHK） - ロレーン　役（ルーシー・ガタリッジ）
- 過去へ旅した女（1983年、NHK） - ジェニー・ローガン 役（リンゼイ・ワグナー）
- 警察署長（1985年、NHK) - キャリー・リー 役（テス・ハーパー）
- パディントン発4時50分（1988年、NHK） - ルーシー 役（ジル・ミーガー）
- はるかなるドーバー（1990年、NHK） - ニコル 役（メア・ウィニンガム）
- クイニー（1991年、NHK-BS2） - クイニー 役（ミア・サラ）
- 華麗なる女実業家"仕掛けられた罠"（1992年、NHK-BS2） - ポーラ 役（リンゼイ・ワグナー）
- 新・弁護士ペリー・メイスン（1996年、NHK） - （モーリン・ミュラー）
- 楊家将（1997年、NHK） - 佘賽花 役（張晶）
- 愛と哀しみの果て（DVD版） - （メリル・ストリープ）
- スキャンダル - チョ夫人 役（イ・ミスク）
- ロスト・イン・スペース - モリーン・ロビンソン 役（ミミ・ロジャース）
- マーサの幸せレシピ - （マルティナ・ゲデック）
- 善き人のためのソナタ（マルティナ・ゲデック）
- エイリアス イリーナ・デレフコ 役（レナ・オリン）
- アート・オブ・ウォー（テレビ朝日版） - エレノア 役（アン・アーチャー）
- 名探偵ポワロ
  - 「スペイン櫃の秘密」 - マーゲリート 役
  - 「五匹の子豚」 - キャロライン 役
- 名探偵モンク 第27話「夫婦ごっこ」 - マリア 役
- 名犬ファング（1995年、NHK教育） - ケイト 役（デニース・ビリュー）
- シャーロック・ホームズの冒険（1998年、NHK）
- ホーンブロワー 海の勇者 - 公爵夫人/ミス・コバム 役（シェリー・ルンギ）
- ザ・ホワイトハウス - アンディー・ワイアット下院議員 役
- グリンチ（2000年、NHK） - マーサ・メイ 役（クリスティーン・バランスキー）
- 戦場のキックオフ（2006年、NHK衛星第2テレビジョン） - シルヴェーヌ・モリヨン 役（クリスチアナ・ヘアリ）
- クリスマス・キャロル - ベル 役（ケイト・ウィンスレット）
- マレフィセント - 大人のオーロラ〈ナレーター〉 役（ジャネット・マクティア）
- ジョン・ウィック:パラベラム - ディレクター 役（アンジェリカ・ヒューストン）[4]
- FBI: 特別捜査班 - エレン・ソルバーグ 役（コニー・ニールセン）

### 演劇
- 柳生十兵衛 魔界転生 （1981年7月3日 - 28日、新宿コマ劇場） - おつう
- 輪舞 （銀座セゾン劇場）
- 口から耳へ、耳から口へ （銀座セゾン劇場）
- パパ、映画に出して! （パルコ劇場）